# 高橋慶治郎

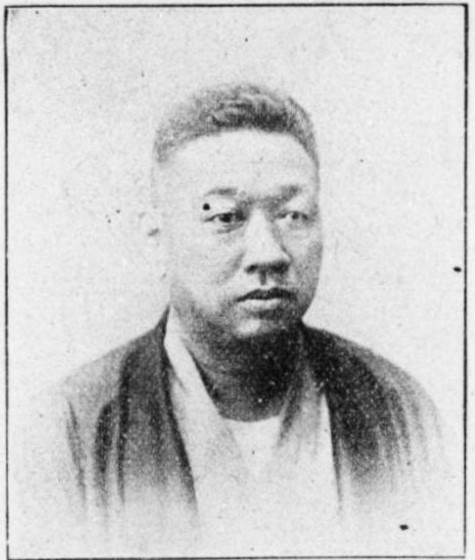
高橋慶治郎

高橋 慶治郎（たかはし けいじろう、1848年4月15日（嘉永元年3月12日） - 1912年（大正元年）10月25日）は、日本の政治家、衆議院議員（1期）。

## 経歴
新潟県出身。製薬と舎密の術を学び、漢学を修める。酒造業と売薬業を営み、中頸城郡会議員、同参事会員、所得税調査委員、学務委員、中頸城郡教育会長、中頸城郡及び新潟県酒造、中頸城郡薬業各組合長、高田織物会社社長、信慶商会専務取締役となる。
1902年の第7回衆議院議員総選挙において新潟県郡部から壬寅会公認で立候補して当選した。衆議院議員を1期務め、1903年の第8回衆議院議員総選挙は不出馬。1912年に死去した。